# Logicafamilies
Een logicafamilie is een verzameling elektronische logische poorten, die met een bepaald fabricageproces geproduceerd zijn.
Een geïntegreerde schakeling (IC) is opgebouwd uit een groot aantal logische poorten. Deze logische poorten behoren tot de logicafamilie die behoort bij het fabricageproces van de IC.
Het gekozen productieproces heeft grote gevolgen voor de elektrische eigenschappen. Daarom is het van belang tot welke logicafamilie een IC behoort.

## Hoofdindeling
Er zijn acht hoofdcategorieën logicafamilies.
De volgende lijst staat ruwweg in volgorde van het op de markt verschijnen van het type logica. Tussen haakjes staat hierbij achter de beschrijving van de gebruikte productietechniek de afkorting welke vaak op het betreffende IC gedrukt staat, deze weerspiegelt uiteraard de Engelse vorm van de beschrijving van de logica:
1. Diodelogica (DL)
2. Weerstandtransistorlogica (RTL)
3. Diode-transistorlogica (DTL)
4. Transistor-transistorlogica (TTL)
5. Emitter gekoppelde logica (ECL)
6. CMOS-logica  (CMOS)
7. NMOS-logica en PMOS logica (NMOS) en (PMOS)
8. BiCMOS-logica (BiCMOS)

Van deze acht zijn feitelijk alleen de laatste vijf nog in gebruik en wordt de zeer snelle ECL alleen in zeer bijzondere gevallen toegepast, vanwege zijn exorbitant hoge prijs. De NMOS- en PMOS-logica wordt alleen in zeer ingewikkelde chips toegepast, zoals microprocessoren (VLSI-logica).
In dit artikel worden de simpele "bouwblok"-IC's met hun losse logische poorten besproken. Deze IC's zijn verantwoordelijk voor de rest van de logische families. Deze IC's zijn allen gebaseerd op TTL-, CMOS- of BiCMOS-families.

## Families

### TTL
De oudste logicafamilie die nog steeds toegepast wordt, is de Transistor-Transistorlogica-familie welke opgebouwd is uit bipolaire junctietransistoren.
Hier is een lijst van TTL-logica, weer in volgorde van ouderdom met de oudste vorm eerst:
- Transistor-transistor logica (TTL)
- Schottky TTL logica (S)
- Low Power Schottky TTL logica (LS)
- Fast TTL logica (F)
- Advanced Low Power Schottky TTL logica (ALS)

Deze logicafamilie gebruikt normaal gesproken de volgende benamingsconventie:
1. Eerst een twee- of drieletterig voorvoegsel dat de fabrikant van het IC identificeert,
2. Het voorvoegsel wordt gevolgd door een tweecijferige prefix. Dat kan '74' zijn, of '54'. Deze laatste prefix duidt er op dat het om een IC gaat dat aan militaire specificaties voldoet.
3. Dan volgen nul, twee of drie letters die binnen de TTL-familie aangeven welke exacte vorm van TTL is toegepast. Het toevoegsel 'ALS' staat bijvoorbeeld voor 'Advanced Low power Schottky'.
4. Ten slotte volgen twee of drie cijfers welke aangeven wat exact voor een logische functie het IC heeft. Er zijn honderden van zulke logische functies, maar als dit getal hetzelfde is dan kan men er min of meer zeker van zijn dat de functietoewijzing van elk van de pinnen van zo'n IC gelijk is aan die van een ander TTL-IC met hetzelfde functienummer, ongeacht de exacte vorm van TTL-logica of fabrikant.

Een voorbeeld: neem een IC met als opdruk SN74 ALS 245. Hieruit kunnen we het volgende afleiden:
Dit is een IC gemaakt door Texas Instruments, het is een niet militair maar conventioneel IC, opgebouwd  middels low-power-schottky-technologie, en ten slotte is het een 'achtbits bidirectionele databusbuffer'.
Gewone TTL was dus de eerste vorm van deze logica, maar in verhouding met hedendaagse logica had het een paar problemen. Zo verstookte het een hoop energie in de vorm van warmte, en was de schakelsnelheid bepaald laag in verhouding tot modernere vormen van logica.

### LS TTL
De Duitse fysicus Walter H. Schottky formuleerde een theorie die het natuurkundige effect beschrijft, dat nu als het 'Schottkyeffect' bekendstaat. Deze theorie leidde tot de uitvinding van de Schottkydiode en later tot die van de Schottkytransistor. Schottkytransistoren hebben een veel hogere schakelsnelheid dan conventionele transistoren, en daarom kunnen daarmee opgebouwde logische poorten een veel hogere schakelsnelheid aan.
Het probleem was alleen dat met Schottky uitgeruste logische poorten ('S'-type logica) erg veel energie verbruikten; zelfs meer nog dan conventionele transistoren. Dit nadeel werd later iets verzacht door de uitvinding van Low power Schottky ('LS' type logica) die veel minder stroom nodig had dan 'S'-type-logica, maar nog steeds meer dan gewone TTL-logica. Wel was LS-logica een fractie langzamer dan 'S'-logica. Maar uiteindelijk met de introductie van Advanced Low power Schottky logica ('ALS' type logica) werden deze problemen voor een groot deel opgelost. Een andere familie genaamd Fast TTL ('F' type logica) werd ook nog geïntroduceerd, en deze was zelfs nog iets sneller dan ALS-logica maar had maar een beperkt succes.

### CMOS
De LS-TTL-familie heeft veel energie nodig en vereist een voedingsspanning van 5 ± 0,5 V. In reactie op deze beperkingen werd een ander soort logica ontwikkeld, die deze voedings- en warmteproblemen niet had. Deze technologie gebruikte geen bipolaire transistoren, maar veldeffecttransistoren (FET's), en wel in paren van altijd één of meer NMOS-FET's gecomplementeerd door één of meer PMOS-FET's. Daarom werd deze technologie Complementary Metal Oxide Semiconductor logic (CMOS) gedoopt. Omdat hierbij altijd slechts een van de twee soorten FET's zich in geleidende toestand stond (en de PMOS- en NMOS-FET's steeds in serie stonden tussen de voedingspanning en het 0-volt-niveau, aarde) kon er geen stroom tussen de voedingsspanning en aarde lopen, dit in tegenstelling tot TTL waarbij altijd een kleine ruststroom loopt. Bovendien gebruikten de (FET-)ingangen van deze vorm van logica geen stroom, terwijl bij TTL-logica dit wél nodig was. Daardoor gebruikt CMOS in de praktijk alleen een heel klein beetje stroom (om interne parasitaire condensatoren te laden en te ontladen) als een poort van logisch niveau moest veranderen.
De eerste vorm van CMOS-logica had als prefix de letters 'CD' gevolgd door vier (of meer) cijfers. Deze vorm van logica was bekend onder de afkorting CD4K-logica (ook wel bekend als de 4000 series logica).
De opzet van de CD4K-logica werd qua opzet geheel incompatibel gemaakt met de TTL-logica.
Een voorbeeld ter verduidelijking. Een van de meest toegepaste TTL-chips was de 74LS00 (dat deze versie populair zou worden was de ontwerpers blijkbaar van tevoren al duidelijk want het is ook gelijk het eerste IC uit de reeks). Dit IC bevat vier zogenaamde NAND-poorten. Nu zou je misschien verwachten dat een soortgelijk IC uit de CMOS-reeks als aanduiding CD4000 zou dragen, en dat je dit IC in plaats van een SN7400 kon gebruiken, maar dat was niet het geval. Een IC met vier NAND-poorten bestond ook in de CMOS-familie, maar het had als aanduiding CD4011 en erger nog: het had alle in- en uitgangen van de vier poorten op andere pennen van het IC zitten.
Er was zelfs geen enkele relatie tussen het nummeringsschema van de CMOS- en de TTL-familie. Dit maakte het volledig onmogelijk om CMOS als 'drop in'-vervanging voor TTL te gebruiken en printplaten ontworpen voor TTL moesten dus volledig herontworpen worden als men op CMOS wilde overgaan.

#### Het verlagen van de voedingsspanning
Een ander belangrijk voordeel van CMOS ten opzichte van TTL lag in het feit dat het kon werken met een veel breder bereik van zijn voedingsspanning. Terwijl TTL dus per se een voedingsspanning van 5 ±0,5 V vereist kon CMOS werken met een veel hogere of lagere voedingsspanning, die zelfs mocht variëren. Dat maakte het werken op batterijen een stuk eenvoudiger. Ook de met N-MOS en P-MOS werkende VLSI-logica, zoals gebruikt door bijvoorbeeld geheugenchips en microprocessoren, deelde dit voordeel.
Omdat de energiedissipatie van CMOS (en dus ook N-MOS/P-MOS) direct afhankelijk is van het aantal schakelingen per seconde (dus de kloksnelheid bij een microprocessor), en de markt vereiste dat microprocessoren steeds sneller moesten worden, werd het steeds belangrijker om met lagere voedingsspanningen te gaan werken (vooral omdat het energieverbruik stijgt met het kwadraat van de voedingsspanning, of omgekeerd het halveren van de voedingsspanning leidt tot het dalen van het energieverbruik tot één kwart van het originele verbruik).
Door het verlagen van de voedingsspanning van 5 volt naar slechts 3,3 volt kon men het steeds stijgen van het energieverbruik met zestig procent verlagen. Nieuwere CPU's verlagen de spanning voor hun interne logica zelfs nog verder, vaak tot 1,8 volt.

#### HC-logica
Door de incompatibiliteit van de CD4000-serie ontstond er een grote vraag naar een logicafamilie die wél met die van TTL compatibel was. Daarom ontstond de 74HC-serie, die de nummering en de pin-out van de TTL-familie combineerde met de voordelen van CMOS. Deze kon direct werken in een op TTL-gebaseerd ontwerp, met 5 volt-voeding, maar was ook compatibel met logica die met 3,3 volt gevoed werd.

#### Het logisch niveau-probleem
Met behulp van de 74HC-serie kunnen op CMOS gebaseerde IC's gecombineerd worden met op TTL gebaseerde IC's.
Deze twee types combineren is niet zonder problemen: CMOS IC's herkennen, inherent aan hun structuur, andere elektrische spanningen als een '0' en '1' dan TTL-IC's.
TTL heeft een spanning kleiner dan circa 0,8 volt nodig om betrouwbaar een logisch laag signaal (een '0') te herkennen. Om betrouwbaar een logisch hoog signaal (een '1') te herkennen, heeft TTL meer dan 2,0 volt nodig. Alles tussen 0,8 volt en 2,0 volt is dus "verboden" bij TTL.
CMOS kan werken met ongeveer de helft van de voedingsspanning als grens, bijvoorbeeld 2,5 volt als grens bij een 5 volt-voedingsspanning. In de praktijk herkent CMOS alles onder de 1,5 volt als '0' (logisch laag) en alles boven de 3,5 volt als '1' (logisch hoog).
Een gewoon TTL-IC zet vaak niet meer dan 2,4 volt op een uitgang (voor een '1'). Dit kan een probleem zijn: als er wordt geprobeerd om op 5 volt draaiende CMOS-logica middels een TTL-uitgang aan te sturen, dan kan het gebeuren dat de uitgangsspanning van het TTL-IC niet in staat is om een afdoende spanning te bereiken, waardoor de aangestuurde CMOS-logica dit niet betrouwbaar als een logisch hoog signaal ('1') kan 'zien'. De communicatie loopt dan dus mis.
Dit probleem is door de ontwikkeling van de 74HCT-logicafamilie opgelost. Alhoewel in CMOS uitgevoerd, gebruikt de 74HT-familie tóch TTL-signaalniveaus voor de ingangen. Deze IC's zijn ontworpen om met een 5 volt-voeding te werken. De 74HT-familie is een perfecte vervanger voor TTL-logica, alhoewel ze wel iets langzamer zijn (zelfs langzamer dan de originele TTL). HC-logica heeft daarentegen een snelheid die vergelijkbaar is met die van TTL.

### Verbeterde versies
Met HC- en HCT-logica als concurrent voor LS-TTL-logica werd het duidelijk dat verdere verbeteringen nodig waren om tot een 'ideale' vorm van logica te komen, eentje die de hoge snelheid van LS-TTL combineert met het lage energieverbruik van CMOS, en die compatibel is met oudere logicafamilies en met 3,3 volt-logica. Een hele reeks deelnemers aan deze 'wedstrijd', van een scala aan fabrikanten elk met hun eigen technologie, verscheen op de markt.
Hier volgt een kort lijstje van de belangrijkste nieuwere logicafamilies:
- LV logica (lower voltage logic) Met verlaagde voedingsspanning.
- LVT logica (lower voltage with TTL logic levels) Als LV, maar is compatibel met TTL.
- ALVT logica ('advanced' LVT logic) Een nogmaals "verbeterde" vorm van LV-logica.

Maar er zijn nog vele andere logische families, onder andere 
AC/ACT-logica, AHC/AHCT-logica, ALVC-logica, AUC-logica, AVC-logica, CBT-logica, CBTLV-logica, FCT-logica en LVC-logica.

### BiCMOS
Een van de belangrijkste recente verbeteringen aan logische IC's was om CMOS-ingangen te combineren met TTL-uitgangen. Deze combinatie resulteerde in een nieuwe vorm van logica die BiCMOS-logica, genoemd wordt en waarvan de LVT- en de ALVT-logicafamilies de meest belangrijke zijn. Maar zelfs de BiCMOS-familie heeft veel leden, de huidige lijst bevat onder meer ABT-logica, ALB-logica, ALVT-logica, BCT-logica en LVT-logica.